# 66479 Healy
66479 Healy este un asteroid din centura principală de asteroizi.

## Descriere
66479 Healy este un asteroid din centura principală de asteroizi. A fost descoperit pe 4 septembrie 1999 la Anza, California de Michael Collins (astronom) și Minor White (astronom). Asteroidul prezintă o orbită caracterizată de o semiaxă mare de 2,69 ua, o excentricitate de 0,22 și o înclinație de 8,0° în raport cu ecliptica.